# A Jonathan hajótöröttei
A Jonathan hajótöröttei utópisztikus robinzonád regény, szerzőjének Jules Verne-t tartják. Az író 1897–1898 telén írta regényét, amelynek a Magellánia (En Magellania) címet adta. Halála után fia, Michel, átírta apja regényét. A mű hossza a duplájára nőtt, a befejezése teljesen eltér az eredeti műétől. Az ismert címet is Michel adta a regénynek.
A Michel Verne gondozta kiadás először a párizsi Le Journal-ban jelent meg 1909. július 26. (6147. szám) és 1909. október 17. (6230. szám) között, majd könyv formájában a Hetzel és fia kiadónál. Noha az akkori recenzensek dicsérték a könyvet, mert a kalandos cselszövéseket ötvözi az erkölcsi allegóriával, a kiadvány heves vitát váltott ki: az olvasók nem ismerték rá a megszokott Jules Verne-stílusra.
A Verne-kutató Piero Gondolo della Riva 1977-ben fedezte fel az eredeti kéziratot a Hetzel család levéltárában. Ennek alapján a Societe Jules Verne adta ki először az eredeti regényt 1985-ben, mindössze háromszáz példányban tagjai számára, majd 1997-ben az Editions de l'Archipel jelentette meg kereskedelmi forgalomban.
A Societe Jules Verne folyóiratában is többször foglalkozott Verne posztumusz műveivel, szinte kivétel nélkül kifogásolva, kritizálva Michel módosításait. A Vernével foglalkozó honlapok a Jules Verne által írt, de Michel Verne által érdemben módosított műveket apokrif írásként tartják számon.
Az író halálakor (1905. március 24.) fia, Michel Verne nyolc kész Verne-regényről írt Verne állandó kiadójának, a Hetzel és fiának. Michel Verne és az ifj. Hetzel szerződésben rögzítették, hogy Michel elvégzi apja posztumusz műveinek javítását. Az aláírt szerződés a következőket mondja ki: Michel J. Verne vállalja, hogy elvégzi a szükséges átdolgozásokat és javításokat az egyes köteteknél, megőrizve a lehető legjobban az apja által műveinek adott karaktert. Azok, akik Verne posztumusz műveire, beleértve Michel javításait, kiegészítéseit is, Jules Verne-műként gondolnak, vannak többségben. Michel írói képességének megítélése szubjektív, az olvasók visszajelzései alapján kijelenthető, hogy ezek a regények a Verne-kánon részei.

## Jules Verne: Magellánia[7]
Verne a Magellániát 1896-97 telén írta, közvetlenül a A francia zászló című regény befejezése után, ekkoriban búskomor volt, számos csapás érte (Michel adósságainak rendezéséhez mélyen áron alul el kellett adnia a számára fontos jachtját, Gaston unokaöccse rálő, és a golyót nem lehet eltávolítani, meghal édesanyja). Nyilvánvaló, hogy egy olyan mű, ahol a főszereplő folyamatosan öngyilkosságról beszél, nem kerülhetett a fiatal olvasók elé.
A Magellániában szereplő területről más könyvek mellett két hosszú cikket használt forrásként. A Le tour du monde magazinban jelentek meg: Víctor Rochas: Journal d'un voyage a detroit de Magellan et dans les canaux latéraux de la côte occidentale de la Patagonie (1861) és doctor Hyades: Un année au Cap Horn (1885). Jules Rochas cikkéből a patagóniai földek leírásának számos részletét átvette, a térképeket nem, azokat szinte azonos módon újra elkészítette.
A Magellánia nagyon rövid regény volt. Csak tizenhat fejezetből állt, alig tett ki egy kötetet.
Eredeti változatában a regény roppant egyszerű. Kau-dzser titokzatos életet él a Tűzföld őslakosai közt. Nem jótevő, nem apostol – mondja Verne könyvében. A se Isten, se úr! – hozzáállása egyfajta távolságtartás, a két katolikus hittérítő, Athanasius és Severino atya sem befolyásolja. A kéziratból Kau-dzser származása soha nem derül ki. Csak az ismert, hogy élete során számos csalódás érte, sikertelenül igyekezett álmait megvalósítani, hiába próbált egy társadalmat megváltoztatni – ennek kudarcát képtelen beismerni, feldolgozni. Jules a regényt felhasználva markáns politikai álláspontot foglal a divatos ideológiai irányzat, a kollektivizmus eszméinek elemzésével, a termelési eszközök közösségivé tételéről, a tőke szerepének elfojtásáról, a verseny eltörléséről, az egyéni vagyon társadalmi tulajdonra történő lecseréléséről. Verne elemzi Saint Simon, Fourier és Proudhon tanait, de megemlíti Lassalle, Karl Marx vagy Guesde nevét és elveit is. Marxot épp, hogy érinti, nem igazán tartja kiemelkedőnek. Jules Verne a szocializmus mélységéről és a megingathatatlan reformerekről beszél. Művében a szereplők érvelnek, gondolkodnak.
A Magellániaban – Vernére jellemzően – kevés a névvel azonosított szereplő: az indián Karroli, a fia, Halg, a Rhodes család, valamint néhány kevésbé fontos karakter.
A Magellániában a főhős Kau-dzser élete döntő pillanatában elfogadja a katolicizmust és Isten létét.

## Tartalom
A Michel Verne által módosított regény tartalma.
Michel tizenhat fejezettel bővítette a regényt, harmincnál is új szereplőt hívott életre, teljesen megváltoztatta a főszereplő Kau-dzser jellemvonásait. Azon részeket, amelyben Jules Verne a szocializmusról és reformerekről beszél, Michel szinte teljesen kihúzta. Az átírt műben a szereplők nem érvelnek, nem gondolkodnak, vagy elfogadják ezt az elméletet vagy nem. A fiú politikai elképzelései nem estek egybe az apa elképzeléseivel. Michel politikai regénnyé formálta a művet, amelyben igazolja a kommunista, szocialista és anarchista doktrínák alkalmazásának kudarcát. Ezért Michel több fontos politikai szöveget meghúzott, kihagyott vagy átírt.
|  | Alább a cselekmény részletei következnek! |

A regény 1880-tól 1893-ig követi a tűzföldi Hoste-szigetén zajló eseményeket. Az indiánok által gyéren lakott terület, ahogy egész Tűzföld, akkor még sem Chiléhez, sem Argentínához nem tartozott, területen kívüliséget élvezett. Ez csábította ide a teljes inkognitóját szigorúan őrző Kau-dzsert (felvett indián név), akiről sejteni lehet, hogy egy európai uralkodócsalád sarja. A férfi anarchistának mondja magát, aki ellene van minden törvénynek, alá- és fölérendeltségnek. Orvosi képességei miatt a helyi nomád közösségekben Jótevőként is emlegetik. Egy alkalommal megmenti az indián révkalauz, Karolli fiának, Halgnak az életét, ezért az apa és fia szolgájává szegődik.
1881-ben a chilei és az argentin kormány felosztja maga között a Tűzföldet, a Hoste-sziget Chiléhez kerül. A számtalan félszigetből álló értéktelen szigetről Kau-dzser távozna, mert nem akar állami törvények alá kerülni, de ebben feltartóztatja a Jonathan hajótörése. A Jonathan San-Franciscóból tartott a Dél-afrikai Lagoa-öböl felé, fedélzetén 1400 telepessel, és az új település létrehozásához szükséges összes eszközzel. Szerencse a szerencsétlenségben, hogy a hajó parthoz közel futott zátonyra, így nem csak az utasok és a legénység menekült meg, hanem sikerült szinte mindent, amit a hajó szállított, partra hordani.
A regény innentől kezdve a hajótöröttek, majd Hoste-szigeti lakosokká átalakuló emberek sorsát mutatja be. Át kell esniük önmaguk megszervezésén, le kell gyűrniük a nehéz tél okozta nyomorúságot, a megosztárukra irányuló törekvésekből fakadó belső ellentéteket, majd össze kell fogniuk, hogy visszaverjenek egy külső támadást a végső kihívás előtt.
A számos nevesített szereplő közül jónéhány csak akkor bukkan fel a könyv lapjain, amikor gondolkodásuk vagy cselekedetük épp szükséges a történet számára, néha száz oldalra is eltűnnek, nem könnyítve meg sorsuk követését. A könyvben megmutatkozik, hogy a szocialista elvek, a kommunista hozzáállás és az anarchizmus egyike sem alkalmas ezer ember életének megszervezésére. Kiderül, hogy kellenek törvények és kell, aki a törvényeket végrehajtja.
A hajótöröttek némi közjáték után Kau-dzsert választják meg vezetőjüknek, aki erre a feladatra vágyott a legkevésbé. Megszervezi a hajótöröttekből telepessé válók életét. Amikor visszavonul, az új vezető a népszerűség érdekében támogatja a hajóról megmentett, felhalmozott tartalékok felélését, amelynek kemény tél és éhség a következménye. Az ismét hatalomba vont Kau-dzser egyezik meg a chilei kormány képviselőjével is, a Hoste-sziget a hajótörött-telepesek birtokába kerül, így őrizve meg függetlenségét a chilei fennhatóság alatt.
A lassan gyökeret eresztő telepesek szorgalmasabbja, szerencsésebbje kezd normális életet élni, amit segít, hogy Kau-dzser számos, a szigeten elő nem állítható eszközt hozat a legközelebbi chilei kikötőből. A lustább, szerencsétlenebb vagy éppen dolgozni kevésbé szeretők vannak többségben, amely súrlódásokat, vitákat, összetűzéseket hoz. Kau-dzser anarchista elveivel össze nem egyeztethető módon kényszerül törvények, szabályok meghozatalára, fegyveres őrség felállítására. A kommunista címkét viselő pár szereplő több merényletet is megkísérel ellene, sikertelenül. Kau-dzser, meglepetésre, futni hagyja a merénylőt.
Évek telnek, amikor egy közel ezer fős patagóniai indián sereg támad a szigetre, amelyről elterjedt, hogy gazdag, jól prosperál. Kau-dzser vezetésével véres küzdelemben visszaverik az indiánokat.
Épp sikerül visszaállítani a sziget belső rendjét, amikor kitör az aranyláz a szigeten, egy véletlen lövéstől lepattanó szikladarab belsejében aranyat találnak. Hónapról-hónapra egyre több kalandvágyó aranyásó érkezik a szigetre, az ezer pár száz fős telepesek mellett hamarosan húszezer aranyásó dúlja fel a szigetet, ügyet sem vetve annak törvényeire és szabályaira. Amelyek betartására embere sincs Kau-dzsernek, az aranyláz szinte mindenkit hatalmába kerít.
És ismét megjelenik a chilei haditengerészet hajója, amelyről több száz katona száll partra. Kau-dzser ismét ügyesen alkudozik. Chile megkapja az aranybányászatból származó jövedelem egy részét adóként – ez volt Chile szándéka –, a sziget többi szabálya, a tulajdonjogok változatlanok maradnak.
Egy komoly tőkével rendelkező angol-francia páros aranybányát nyit a szigeten, Kau-dzser velük összefogva a Jonathan telepeseivel fegyveresen kiszorítja a többi aranyásót a szigetről.
Miután megtett mindent, ami az elveivel egyezkedik úgy dönt, hogy átadja a sziget vezetését az egyik telepesnek. Hajóján búcsú nélkül távozik, a Horn-fokon általa épített világító-toronyhoz utazik, elsüllyeszti hajóját, és ott tervezi leélni életét, ahol nincs sem Isten, sem úr.
|  | Itt a vége a cselekmény részletezésének! |

## Fejezetek
Első rész
I. A guanakó
II. Egy rejtélyes élet
III. Egy szabad ország veszte
IV. A parton
V. A hajótöröttek
Második rész
I. A szárazföldön
II. Az első törvény
III. A Scotchwell-öbölben
IV. Telelés
V. Hajó a láthatáron
VI. Szabadság
VII. Egy nép gyermekkora
VIII. Halg és Sirk
IX. A második tél
X. Vér
XI. Egy vezér
Harmadik rész
I. Az első intézkedések
II. A város születése
III. A merénylet
IV. A barlangokban
V. A kis hős
VI. Másfél év
VII. A betörés
VIII. Az áruló
IX. A Hoste-szigeti honvédők
X. Öt év múltán
XI. Az aranyláz
XII. A sziget kifosztása
XIII. Egy gyászbetűs nap
XIV. Kau-dzser lemondása
XV. Egyedül!

## Értékelés
„Az aranyláz veszélyezteti az orosz (?) nagyhercegből Istent és államot tagadó anarchistává, majd belátó, mérsékelt államfővé alakuló Kaw-djer tűzföldi kolóniáját is; de azért a Jonathán hajótöröttjei igazi témája nem az arany, hanem a szociális utópia. Jókai kicsúfolta Cabet Icariáját; Verne — s ebben megint modern és korszerű — nagy türelemmel, de ugyanannyi gyakorlati érzékkel mutatja be a marxizmus csődjét. Jókai a jövő század regényében nemcsak technikai, hanem politikai problémákat is látott; Verne ez egyetlen alkalommal szintén beiktatta jövő ábrándjaiba a szociálpolitikai válság problémáját.”

– Hankiss János

## Szereplők
- Kau-dzser
- Karroli, tűzföldi indián, révkalauz
- Halg, Karroli fia
- Leccar, a Jonathan kapitánya
- Musgrave, a Jonathan másodtiszt
- Maddison, a Jonathan segédtiszt
- Hartlepool, a Jonathan fedélzetmester
- Kennedy, a Jonathan matróza
- Sidney, a Jonathan szakácsa
- Dick, hajósinas (11),[17] a Jonathan hajótöröttje
- Sand, hajósinas, a Jonathan hajótöröttje
- Harry Rhodes, kivándorló, a Jonathan hajótöröttje
- Harry Rhodes felesége, a Jonathan hajótöröttje
- Edward Rhodes (18), Harry fia, a Jonathan hajótöröttje
- Clary Rhodes (15), Harry lánya, a Jonathan hajótöröttje
- Germain Riviére, földműves, a Jonathan hajótöröttje
- Gimelli, a Jonathan hajótöröttje
- Gordon, a Jonathan hajótöröttje
- Ivanov, a Jonathan hajótöröttje
- Marcel Norely, a Jonathan hajótöröttje
- Smith, ács, a Lagoa-öböl Társaság ügynöke, a Jonathan hajótöröttje
- Wright, a Lagoa-öböl Társaság ügynöke, a Jonathan hajótöröttje
- Lawson, a Lagoa-öböl Társaság ügynöke, a Jonathan hajótöröttje
- Fock, a Lagoa-öböl Társaság ügynöke, a Jonathan hajótöröttje
- Hobard vagy Hobart, ács, a Jonathan hajótöröttje
- Charly, ács, a Jonathan hajótöröttje
- Lazare Cerroni, a Jonathan hajótöröttje
- Tullia Cerroni, Lazare felesége, a Jonathan hajótöröttje
- Graziella, Cerroniék lánya, a Jonathan hajótöröttje
- Ferdinand Beau, ügyvéd, szocialista, a Jonathan hajótöröttje
- Lewis Dork, kommunista, a Jonathan hajótöröttje
- Fred Moore, az idősebb Moore fivér, a Jonathan hajótöröttje
- a fiatalabb Moore fivér, a Jonathan hajótöröttje
- John Rame, a Jonathan hajótöröttje
- Fritz Gross, alkoholista hegedűs, a Jonathan hajótöröttje
- Fuster, a Jonathan hajótöröttje
- Jackson, a Jonathan hajótöröttje
- Pattrson, a Jonathan hajótöröttje
- Blaker (26), gyógyíthatatlanul falánk, a Jonathan hajótöröttje
- Long, a Jonathan hajótöröttje
- Sirk, a Jonathan hajótöröttje
- Maurice Reynaud, francia ipari vállalkozó
- Alexander Smith, angol ipari vállalkozó
- Idiaste, chilei kormánymegbízott
- Herrera, arentín kormánymegbízott
- Aguire, Punta Arenas kormányzója
- José Fuentes, a Ribarto kapitánya
- Athlinata, patagón indián harcos
- a chilei cirkáló parancsnoka
- Zol, Halg kutyája

### Kau-dzser
Kau-dzser minden kétséget kizáróan művelt ember volt, alapos orvosi tanulmányokat végezhetett. Több nyelven beszélt: franciák, angolok, németek, spanyolok és norvégok egyaránt honfitársuknak vélhették volna.
Kau-dzser, ez a bátor és tettrekész, kiváló ember, aki épp olyan behatóan tanulmányozta a társadalom-, mint a természettudományokat, nem az első tudós volt, aki kettős hibát követett el: bizonyosnak vélt olyan elveket, amelyek végtére is csak feltevések, és ráadásul következetesen a végsőkig akarta vinni ezeket az elveket.
- Megvan! – kiáltotta [José Fuentes kapitány]. – Önnek van igaza. Csakugyan nem láttam még soha. De annyira hasonlít egy milliós példányszámban terjesztett arcmásra, hogy az az arckép nem is lehet másé, csak az öné.
Tiszteletteljes zavarában a parancsnok hangja egyre halkabb lett, egész viselkedése megváltozott. Mire mondandójának a végére ért, sapkáját már a kezében tartotta.
- Ön téved, uram – szólt hidegen Kau-dzser.
Kau-dzser egy nagy északi birodalom királyi családjából származott: születése uralkodásra rendelte, és ő a trón lépcsőin töltötte gyermekkorát. De a sors, amely gyakran leli kedvét az ilyen fintorokban, a cézárfiba egy anarchista Paulai Szent Vince lelkét plántálta. Felnőtté érve nem élvezte kivételezett helyzetét, sőt szenvedett tőle. Jólétére árnyékot vetett a maga körül látott nyomorúság. Eleinte megpróbált enyhíteni rajta, de nemsokára be kellett látnia, hogy ez a feladat meghaladja az erejét. Sem hatalmas vagyona, sem életének tartama nem elég, hogy az emberi nyomorúságot akár csak egy százmilliomod részével csökkentse. A tehetetlenség érzése fájdalommal töltötte el, amely elől úgy menekült a Tudományba, ahogy mások a gyönyör karjaiba vetették volna magukat. De hiába képezte ki magát kiváló orvosnak, mérnöknek, társadalomtudósnak, tudása sem tette képessé arra, hogy megvalósítsa az emberek közt a boldogság egyenlőségét.
Általános vélelem, hogy Kau-dzsert két valódi történelmi szereplő ihlette: Habsburg–Toscanai János Szalvátor főherceg és Pjotr Alekszejevics Kropotkin herceg.
Verne levelezésben állt a főherceggel, akit 1884-es velencei látogatása során ismert meg, amikor Saint-Michel III hajójával bejárta a Földközi-tengert. Verne így ír a főhercegről: „Lajos Szalvátor folyton ír nekem. Következő könyvemben a Baleárokról írok, és így módom lesz bemutatni a hercegnek ezen a szigetcsoporton végzett nagyszerű munkáját.” A Clovis Dardentorban egész fejezetet írt a jelzett mű alapján. A rangjáról lemondott főherceg Johann Orth néven élet, amíg hajója, a „Santa Margherita” 1890. július 12-én a tomboló téli vihar során el nem süllyedt a Kelet-patagóniai Cabo Tres Puntas környékén, a főherceget később nyilvánították halottnak.
Kropotkin (1842-1921), orosz herceg, anarchista, földrajztudós, a darwini evolúciós elmélet kihívója. Verne a César Cascabel regényében róla mintázta Narkin grófot.

## Érdekességek
- A Jonathan a megtelepedéshez szükséges holmikat is vitt magával: sátrakat, összerakható házakat, háztartási eszközöket.[22] ... Akkor egy percet sem veszítve hozzáláttak az összerakható házak felállításához, melyek ötletes szerkezetüknek köszönhetően szinte gombaként nőttek ki a földből.[23]
- Innen ugyan nem láthattak és nem hallhattak semmit, de azért annál lelkesebben és lármásabban cserfeltek, és máris megtárgyalták a híreket, amelyeket a bárka még meg sem hozott.[23]
- A szavazásban végül is minden nagykorú kivándorló részt vett, szám szerint nyolcszázhuszonnégyen: a többiek nők, gyermekek vagy huszonegyedik évüket még be nem töltött fiatalok voltak.[24]
- Amikor a Hoste-szigeten aranyat lelnek, Kau-dzser látja, hogy ez romlást hoz a szigetre. Hasonlóan járt John Sutter (1803 – 1880), aki Kaliforniában megalapította a Sutter Erődöt azon a helyen, amelyet ma Sacramentoként, Kalifornia fővárosaként ismerünk. Amikor a környéken kitört az aranyláz (1848–1855), csődbe jutott, fia azonban szerencsésebb volt. Verne ismerte ezt a történetet.
- A két árva hajósinas neve egyezik Verne egyik legismertebb alakjának, A tizenöt éves kapitány főhősének, Dick Sand nevével. A két egymásra utalt fiú többször fordítja akarva-akaratlanul jó irányba a telepesek életét. Egyszer még Kau-dzser életét is megmentik, amikor Dick kihallgatja az összeesküvőket. Dick a regény végén a Hoste-sziget kormányzója lesz, Kau-dzser utóda.
- Verne két teljesen ellentétes kormányzási formát állított szembe a A bégum ötszázmilliója regényében. Ebben a műben az ellentétek kevésbé élesek, de egyértelmű, hogy az anarchizmust Kau-dzser, a szocializmust Ferdinand Beauval és a kommunizmust Lewis Dorick jeleníti meg.
- Miután Sirk megtámadta és megszúrta Halgot, Halg kutyája, Zol támadja meg és marja meg halálosan. A Hatteras kapitányban ad Jules Verne hasonlóan fontos szerepet kutyának, ott Dukról hiszik többen azt, hogy ő a Forward gőzös kapitánya.
- Az aranyláz a Verne regények utolsó időszakában két másik műnek is mozgatórugója: Az aranyvulkánnak és Az arany meteornak. A gazdagodásról szól az Antifer mester csodálatos kalandjai regény.
- A Lagoa-öböl Maputo előtt terül el.
- További Dél-Amerikát érintő Verne regények: Jangada, a Grant kapitány gyermekei (Patagónia) és a Világítótorony a világ végén.

### Hoste-sziget
A Hoste-sziget sziget a Tűzföldön található. Közigazgatásilag a chilei Magellán-szoros és Chilei Antarktika régió Tűzföld tartomány Horn-fok közigazgatási egység része. A sziget teljes egészében része az Alberto de Agostini Nemzeti Parknak.
Történelem
A keleti partokon a yámanák, a nyugati partokon a kawésqar bennszülött népek létesítettek átmeneti jelleggel szállást a XIX. század elejéig, mindkét népcsoportot kiirtották a XIX. század során. Addig a szigeten találtak vaspiritot, amely a tűz meggyújtásához szükséges szikrákat lehet csiholni.
1830 márciusa és decembere között az angol Robert FitzRoy parancsnok a HMS Beagle hajójával szilveszterig bejárta a Hoste-sziget déli szektorát, felmérte az ott található szigeteket és csatornákat. 1892-ben az anglikán "Bayly" misszió telepedett meg a Hoste-sziget délkeleti részén található, az őslakosok nyelvén Tekenikának nevezett öbölbe, 1906-ban a misszió eltávozott.
1881-ben Argentína és Chile megállapodást köt (Tratado de Límites de 1881) az addig egyetlen államhoz sem tartozó Tűzföld felosztásáról, a Hoste-sziget Chiléhez kerül.
1883-ban elterjed a híre, hogy egyes szigeteken arany található, kitör egy kisebb aranyláz, amely nem csak chileieket és argentinokat csábít a Tűzföldre, se számos európait is, kiemelkedő számban dalmátokat.
A sziget alig lakott (11 fő, 2002).
Földrajz és klíma

Hoste-sziget

A Hoste-sziget a Tűzföld-szigetcsoport egyik legnagyobb területű szigete (4114 km2). Gyakorlatilag öt félszigetből áll: Cloué, Rous, Hardy, Pasteur és Dumas, partvonala tagoltsága miatt igen hosszú.
A szigettől északra található a Brazo del Sudoeste és a Beagle-csatorna, keletre a Murray-csatorna, a Ponsonby Sound és a Nassau-öböl, délre a Csendes-óceán és nyugatra a Cook-öböl. A terület jelentős része hegyvidéki, a többnyire jéggel borított csúcsok meghaladják el az 1000 métert.
A sziget területén szinte állandóan rossz idő uralkodik, bőséges eső esik és felhős az ég. Az éghajlat tengeri jellegű, egész évben egyenletes hőmérsékletű. Az uralkodó a nyugati szél, szinte folyamatosan és megszakítás nélkül fúj.

## Georges Roux illusztrációk

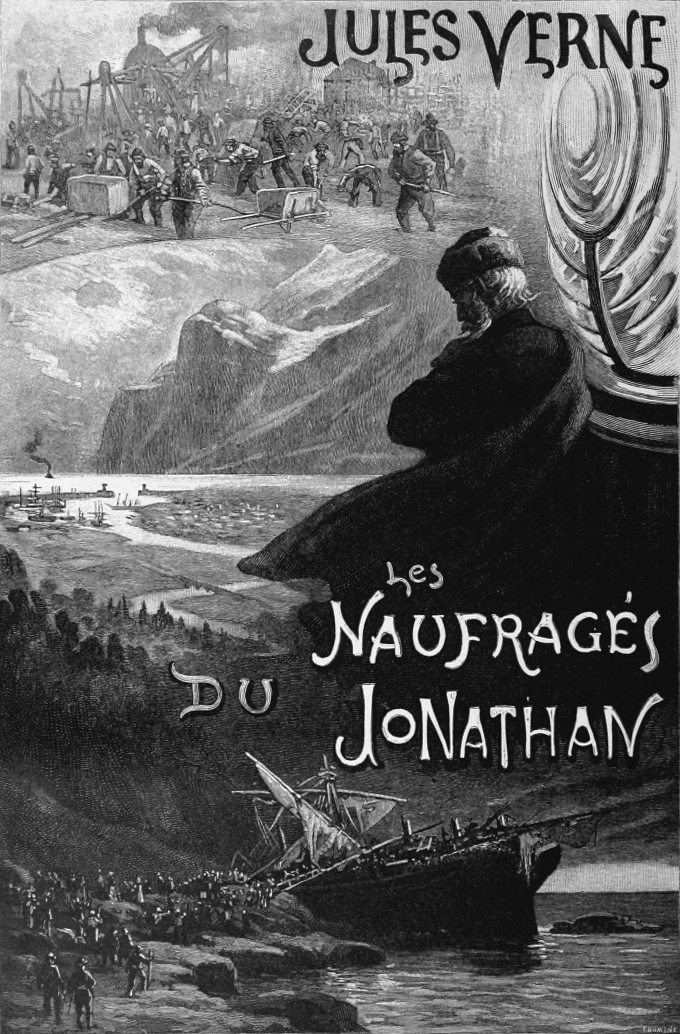
11. oldal
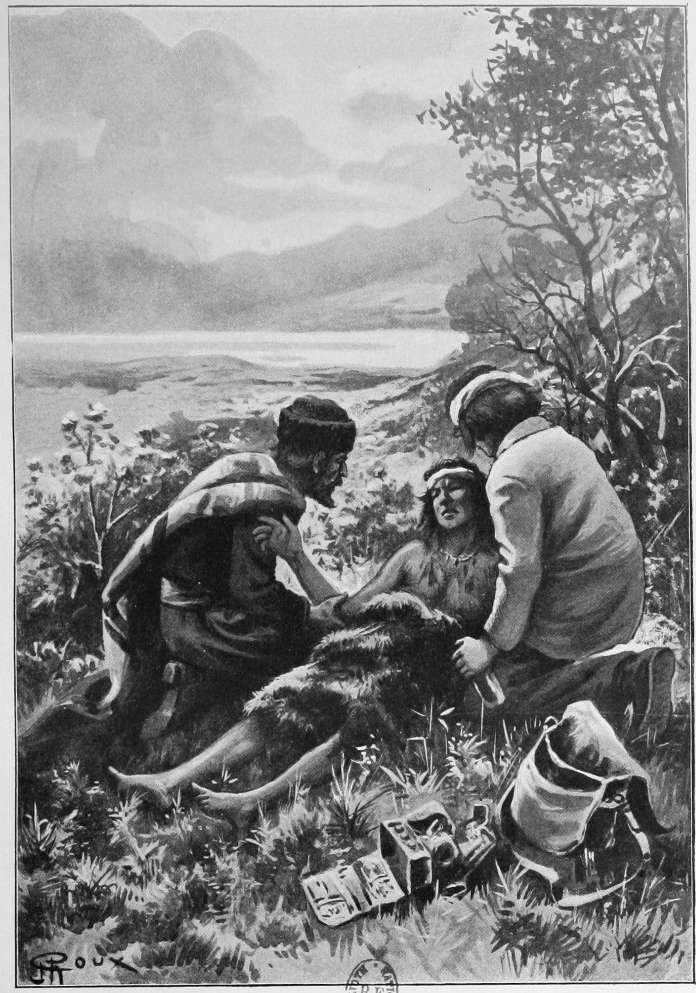
Kau-dzser egy sebesült indiánnak segít. (18. oldal)
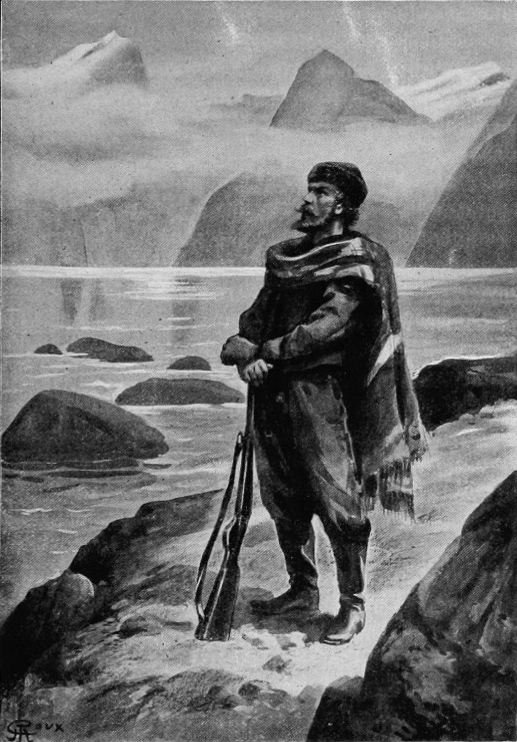
22. oldal
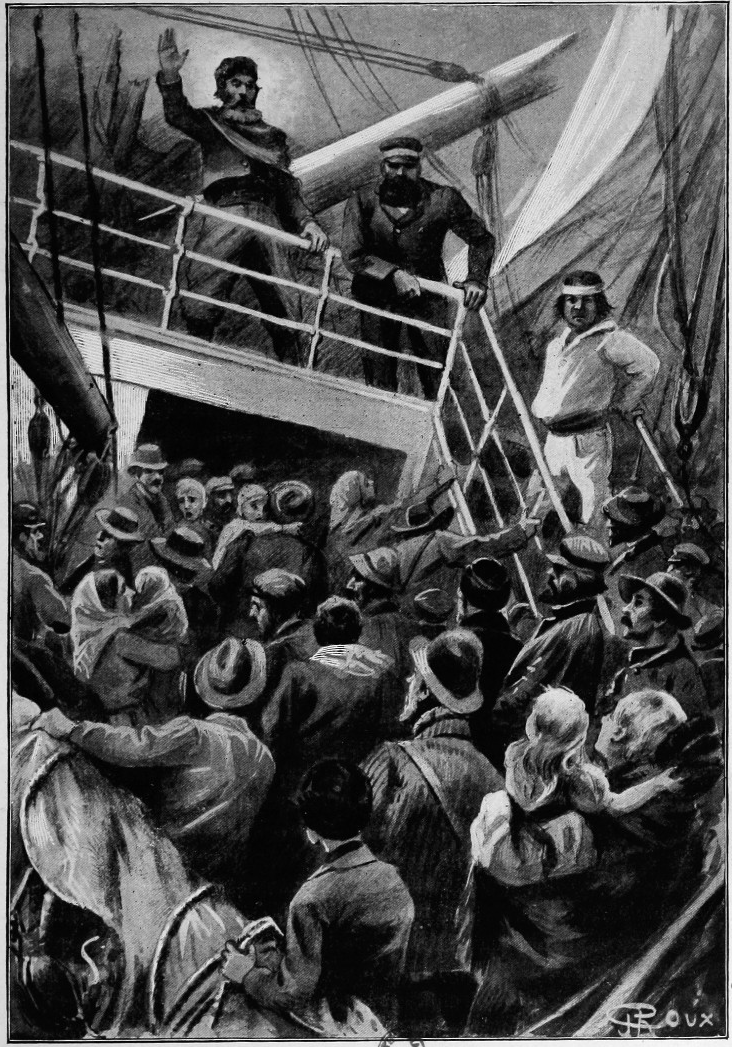
Kau-dzser átveszi az irányítást a süllyedő Jonathan káoszában. (58. oldal)
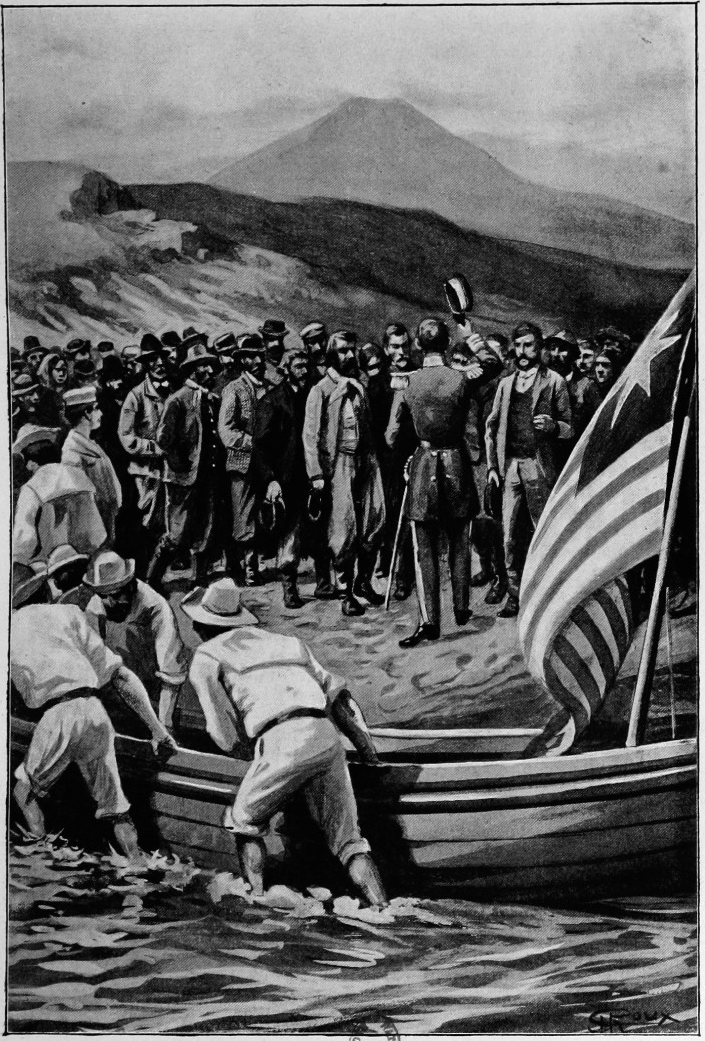
158. oldal
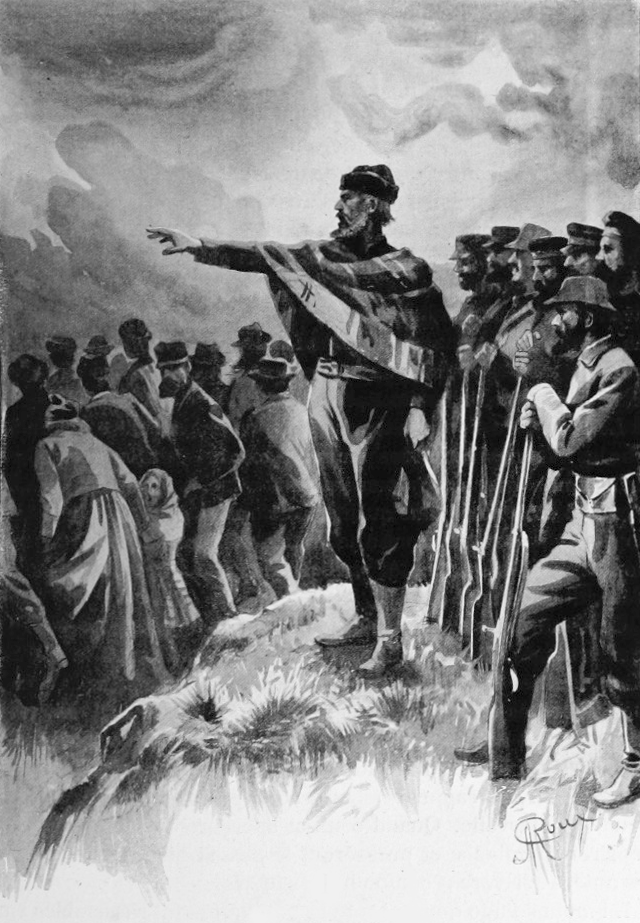
Kau-dzser helyreállítja a rendet a településen. (258. oldal)
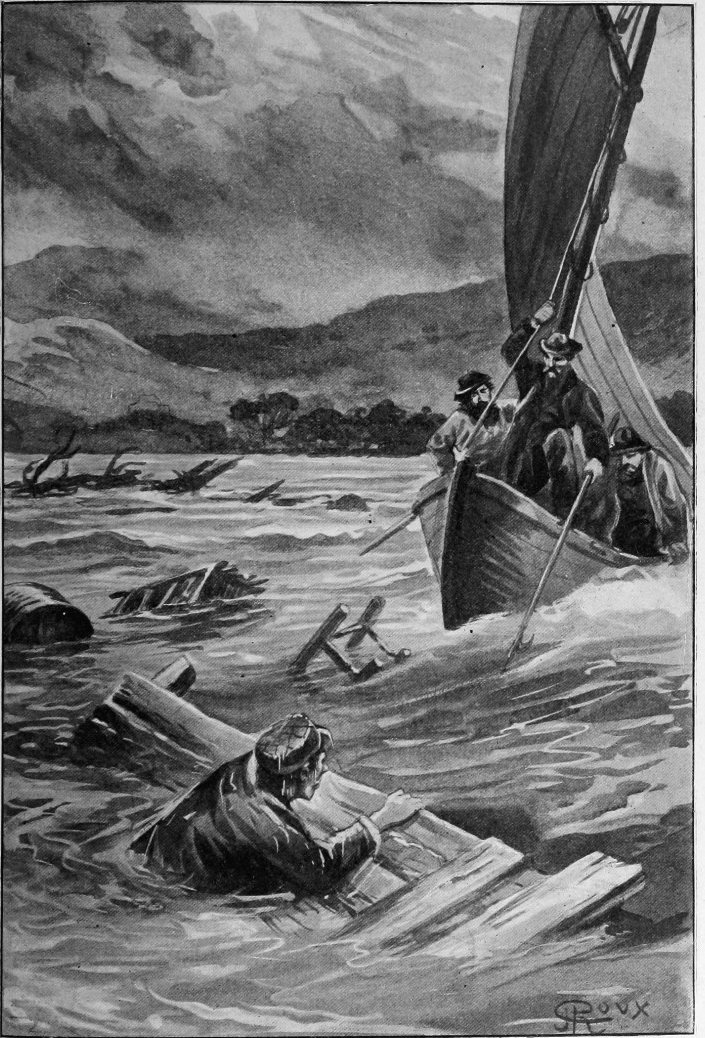
354. oldal
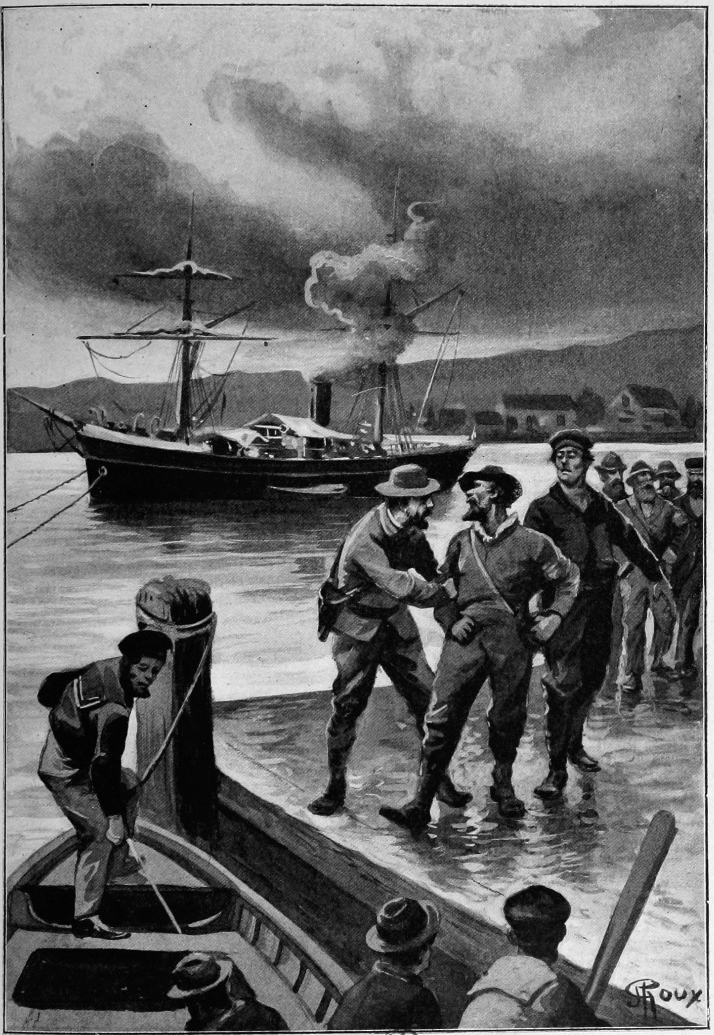
464. oldal
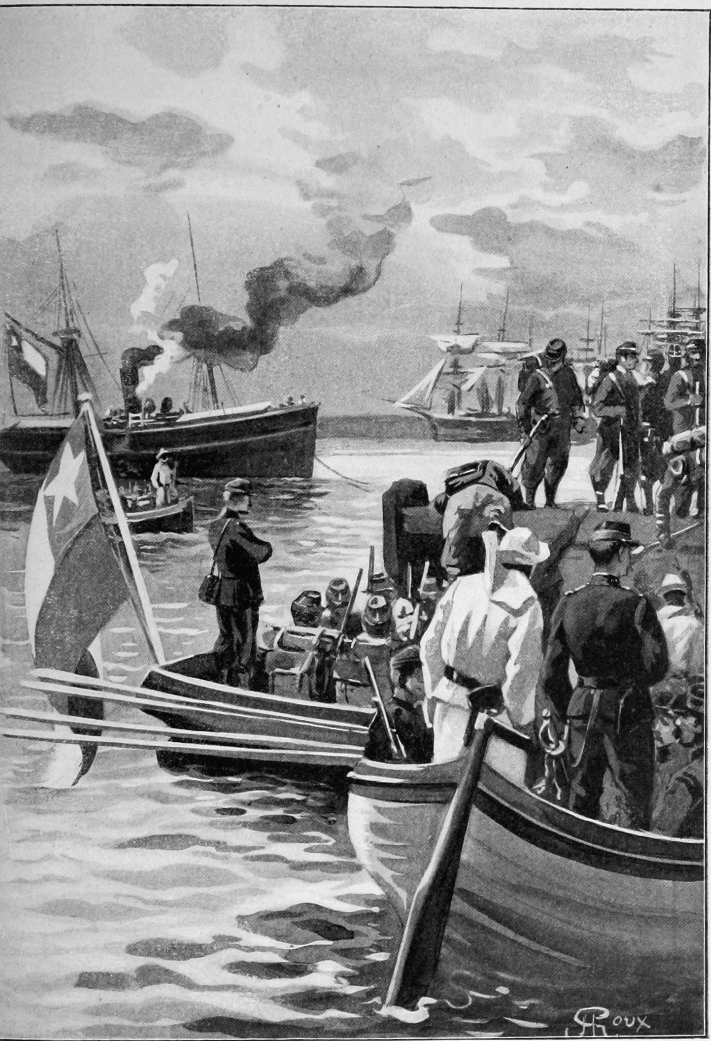
488. oldal
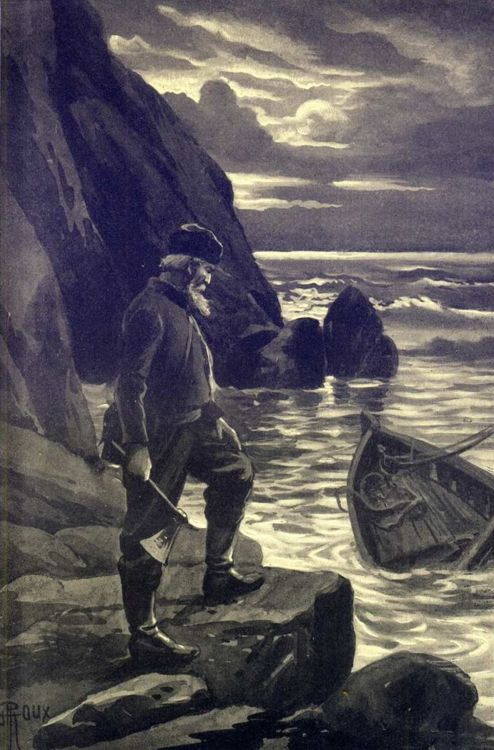
Kau-dzser távozik. (506. oldal)

## Magyar kiadások
- A Jonathan hajótöröttei, fordította: Ertl István, [Pécs], Alexandra, 1996, ISBN 963 367 076 4
- Jonathan hajótöröttei, fordította: Ertl István, Unikornis, 2002, ISBN 9634273084